# حبیب عمار
حبیب عمار (انگلیسی: Habib Ammar؛ زادهٔ ۱۵ نوامبر ۱۹۴۶) بازیکن هندبال اهل تونس بود.